# Luigi Pirandello

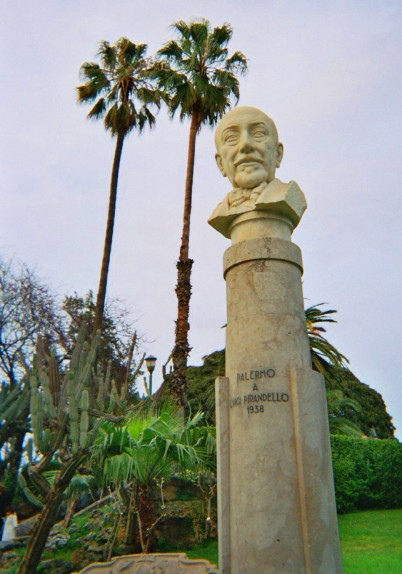
Popiersie Luigiego Pirandello w parku miejskim w Palermo

Luigi Pirandello (ur. 28 czerwca 1867 w Agrigento, zm. 10 grudnia 1936 w Rzymie) – dramaturg, powieściopisarz i nowelista włoski. W swej twórczości zajmował się człowiekiem i społeczeństwem – hipokryzją i stereotypami funkcjonującymi w stosunkach międzyludzkich.

## Młodość
Urodził się w wiosce Caos na przedmieściach Agrigento na Sycylii. Jego ojciec pochodził z zamożnej rodziny związanej z przemysłem siarkowym, matka zaś z majętnej burżuazji. Obie rodziny ostro sprzeciwiały się rządom Burbonów i czynnie popierali walkę o zjednoczenie Włoch i demokrację (ojciec wziął udział w kampanii Garibaldiego, za co został zesłany na Maltę). Ówczesny idealizm i gorzkie rozczarowanie nową rzeczywistością odciska się na całej twórczości Pirandella.
Początkowo był kształcony w domu, najbardziej fascynowały go jednak baśnie i legendy opowiadane przez leciwą służącą. Jako dwunastolatek napisał swoją pierwszą tragedię. Pod wpływem ojca podjął dalszą naukę w szkole technicznej, nie ukończył jej jednak, przenosząc się zgodnie ze swoimi zainteresowaniami do ginnasio, gdzie studiował nauki humanistyczne.
W roku 1880 jego rodzina przeniosła się do Palermo. Tam właśnie Luigi ukończył szkołę średnią oraz rozwijał swoje pasje – zachłannie czytał, pisał pierwsze wiersze. W tym okresie zakochał się w swojej kuzynce Linie oraz oddalił się emocjonalnie od ojca, przywiązując się jednocześnie bardzo do matki. Aby zyskać przychylność rodziny swojej kuzynki włączył się aktywnie w zarządzanie rodzinnym przedsiębiorstwem oraz wstąpił na wydział prawa uniwersytetu w Palermo, gdzie zetknął się z radykalnym środowiskiem nacjonalistycznym, z którego wyewoluował później Fasci Italiani.
Zdecydowawszy się ostatecznie na studia prawnicze, udał się w roku 1887 do Rzymu, a dwa lata później wydał tam swój pierwszy tomik wierszy, Mal Giocondo. Zmuszony do opuszczenia uniwersytetu z powodu konfliktu z profesorem łaciny trafił do Bonn, gdzie spędził dwa lata. W tym okresie zapoznał się z twórczością niemieckich romantyków, zaczął też tłumaczyć na włoski Elegie Goethego. W roku 1891 otrzymał tytuł doktora glottologii.

## Praca literacka
Po powrocie na Sycylię zdecydował się poświęcić pisarstwu. W roku 1894 wydał pierwszy zbiór opowiadań, Romanse bez miłości. W tym samym roku ożenił się za namową ojca z Antoniettą Portulano, wychowanką klasztoru w San Vincenzo. Mimo iż żona nie podzielała jego pasji artystycznych, małżeństwo było względnie szczęśliwe. Jednocześnie Pirandello współpracował coraz ściślej z wydawcami prasy, przygotowywał kolejne utwory do publikacji, zajął się też nauczaniem. Na przełomie wieków wydał wiele ważnych dzieł – Starzy i młodzi, Lumie di Sicilia, Kleszcze.
Rok 1903 był w jego życiu przełomowy. Zalanie kopalni siarki pozbawiło rodzinę majątku, a Antonietta doznała szoku i nigdy już nie powróciła do pełnej równowagi psychicznej. Luigi rzucił się wówczas z jeszcze większą intenstywnością w wir pracy literackiej. Ogromny sukces odniosła ukazująca się początkowo w odcinkach powieść Nieboszczyk Mattia Pascal, zawierająca wiele wątków autobiograficznych. Popularność umożliwiła mu również publikację pism krytycznoliterackich – zbiór esejów Arte e Scienza, czy też esej o humoryzmie, który zapoczątkował wieloletnią ostrą polemikę z Benedetto Crocem.
Wraz ze wzrastającą sławą pisarską Pirandella pogarszała się jego sytuacja rodzinna – podejrzenia i zazdrość przeradzała się w przemoc, a stan psychiczny Antonietty pogarszał się stopniowo, aż w roku 1919 została ona umieszczona w zakładzie zamkniętym. Przyczynił się do tego również udział najstarszego syna Pirandellich w I wojnie światowej – przez dwa lata przebywał on w austriackim obozie jenieckim.
Pirandello oprócz powieści i opowiadań tworzył na potrzeby teatru, był też od roku 1925 dyrektorem artystycznym Teatro d’Arte di Roma. Jego sztuki – Żeby wszystko było jak należy, Jak przedtem, lepiej niż przedtem, a zwłaszcza Sześć postaci scenicznych w poszukiwaniu autora – są świadectwem jego refleksji na temat roli aktora w sztuce teatralnej i stopnia jego identyfikacji z odtwarzaną rolą.
W latach 1925–1926 ukazywała się w odcinkach jego ostatnia, prawdopodobnie najlepsza powieść – Jeden, nikt i sto tysięcy.
Pirandello został członkiem Włoskiej Akademii Nauk w roku 1929, zaś w roku 1934 został laureatem Nagrody Nobla w dziedzinie literatury. Na podstawie jego opowiadań powstało wiele filmów we Włoszech (np. „Kaos” w reż. Paolo i Vittorio Tavianich), we Francji („Nieboszczyk Maciej Pascal” w reż. MArcela l’Herbiera) i w Polsce („Wir” w reż. Henryka Jaceka Schoena).
Pirandello otwarcie popierał politykę Mussoliniego, sam określał siebie mianem „faszysty”, co do dzisiaj wywołuje kontrowersje. Niektórzy twierdzą, że z czasem zmienił zdanie na temat konsekwencji polityki faszystowskiej.
Zmarł 10 grudnia 1936 na zapalenie płuc.

## Dzieła
- Radosny Ból (1899)
- Elegie nadreńskie
- Wykluczona (1893)
- Romanse bez miłości (1894)
- Pier Gudro (1894)
- Epilog (1897)
- Nieboszczyk Mattia Pascal (1905)
- Starzy i młodzi (1907)
- Lumie di Sicilia (1910)
- Kleszcze (1910)
- Żeby wszystko było jak należy (1920)
- Jak przedtem, lepiej niż przedtem (1920)
- Sześć postaci w poszukiwaniu autora (1921)
- Henryk IV (1922)
- Jeden, nikt i sto tysięcy (1924)
- Tak jest, jak się państwu zdaje (1917)
- Każdy na swój sposób (1924)
- Dziś wieczorem improwizujemy (1929)